# 南矶乡
南矶乡，是中华人民共和国江西省南昌市新建区下辖的一个乡镇级行政单位。

## 行政区划
南矶乡下辖以下地区：
向阳街社区、向阳村、红卫村、朝阳村和矶山红石厂社区。